# Marina kula à Kastrat
Marina kula à Kastrat (en serbe cyrillique : Марина кула у Кастрату ; en serbe latin : Marina kula u Kastratu) est une forteresse située à Kastrat, dans la municipalité de Kuršumlija et dans le district de Toplica, en Serbie. Elle est inscrite sur la liste des monuments culturels de grande importance de la République de Serbie (identifiant no SK 307),.

## Présentation
La forteresse connue sous le nom de Marina kula est située au sommet d'une colline boisée qui domine la confluence des rivières Kosanica et Toplica, à 2 km à l'est de Kuršumlija,.
Le mur le mieux conservé est le mur nord, long d'environ 20 m ; au sud est de la ville haute se trouvent encore les fondations d'une l'église. Les fortifications couvrent une superficie 40 m2 et elles abritent une tour-donjon ; au nord de ces constructions se trouvent les ruines de plusieurs bâtiments,.
La forteresse a été construite dans la seconde moitié du XVe siècle par la sultane Mara Branković, la fille du despote serbe Đurađ Branković et l'épouse du sultan Mourad II,. Après son retour en Serbie à la mort de son mari, deux régions serbes lui ont été restituées, la Toplica et la Dubočica ; au moment de la construction de la forteresse, entre 1451 et 1457, l'ex-sultane a vécu au monastère Saint-Nicolas de Kuršumlija,.